# Claire Pratt
Mildred Claire Pratt (* 18. März 1921 in Toronto; † 5. April 1995 ebenda) war eine kanadische Grafikerin, Lyrikerin und Herausgeberin.
Die Tochter des Lyrikers E. J. Pratt Pratt erkrankte im Alter von vier Jahren an Kinderlähmung und darauf an Osteomyelitis, was eine lebenslange körperliche Behinderung zur Folge hatte. Ein Englisch- und Philosophiestudium am Victoria College der University of Toronto schloss sie 1944 mit einer Goldmedaille im Fach Philosophie ab. Es folgte ein Graduiertenstudium (International studies) an der Columbia University in New York.  Daneben studierte sie auch Kunst an der Doon School of Art in Toronto am Boston Museum of Fine Art.
Von 1946 bis 1950 betrieb Pratt in Toronto den  Claire Pratt Book Service. Von 1952 bis 1954 war sie Redakteurin bei der Harvard University Press, von 1956 bis 1965 Herausgeberin beim Verlag McClelland & Stewart. Danach zwangen sie ihre gesundheitlichen Probleme, die Tätigkeit aufzugeben, sie war aber weiter als freie Mitarbeiterin bei der Oxford University Press, McClelland & Stewart, Press Porcepic und Consolidated Amethyst aktiv.
Ihre künstlerische Laufbahn begann Pratt als Grafikerin; ihre Holzschnitte wurden in Kanada und vielen Ländern Europas ausgestellt. Später wandte sie sich der Lyrik zu. Ihre Gedichte wurden in verschiedenen Lyrikzeitschriften Kanadas und der USA veröffentlicht, und 1954 erschien ihr erster Gedichtband Haiku. Ihre genealogischen Interessen fanden Niederschlag in dem Band Silent Ancestors (1971). 1975 erschien Music of Oberon und 1980 Black Heather. 1990 veröffentlichte sie zwei Bände mit Schriften ihrer Mutter Viola Pratt: Viola Whitney Pratt: Papers and Speeches und Viola Pratt: A Testament of Love.